# Marrakech (joc)
Marrakech és un joc de tauler guanyador del premi As d'Or de 2008. Un comerciant, Asam, ha de moure's segons les tirades d'un dau intentant col·locar les catifes que ha de vendre i esquivant la competència, en una combinació d'estratègia i altes dosis d'atzar.

## Funcionament
Al seu torn el jugador llança un dau que indica quantes caselles s'ha de moure el comerciant (entre 1 i 4) i tria la direcció en què es desplaça, excepte cap endarrere. Si arriba a un cantó del tauler quadrat, gira i continua la seva marxa en línia recta. En acabar el moviment el jugador pot col·locar una catifa del seu color, que sempre cobreix dues caselles. S'ha de posar tocant el comerciant i es poden cobrir catifes alienes. Cada cop que Asam aterra en una catifa ja posada, ha de pagar al jugador propietari tantes monedes com caselles consecutives estiguin cobertes del mateix color d'aquell propietari. Al final de la partida, qui té més monedes guanya.